# قطب الدين الأشكوري
قطب الدين محمد بن علي الأشكِوَري المعروف أيضًا بالـشريف اللاهيجي (ق. 1601 - ق. 1664) فيلسوف وفقيه إيراني من أصل يمني في القرن الحادي عشر الهجري/السابع عشر الميلادي. هو فيلسوف من مدرسة أصفهان ومن تلاميذ محمد باقر الداماد. له تفسيرٌ تأويليٌ للقرآن، ورسالة حول عالم الخيال، وقصيدة ملحمية فلسفية، بالعربية والفارسية معاً، تستعرض آثار الحكماء السابقين على الإسلام، وفلاسفة الإسلام ومتكلميه وصوفييه السنيين، وأخيراً أئمة الشيعة ومفكريهم.

## سيرته
ولد قطب الدين محمد بن علي اليمني بن عبد الوهاب بن بيله فقيه الشريف الديلمي اللاهيجي في لاهيجان حوالي 1010 هـ/1601 م. ينتمي إلى الأسر الهاشمية في اليمن. والدته هي فاطمة ووالده علي وجده محمد اليمني الذين هاجروا من الامبراطورية العثمانية إلى إيران وسكنوا في جيلان. تعلم قطب الدين على محمد باقر الداماد.

توفي بعد عام 1075 هـ/1664 م في ديلمان ودفن في قم.

## آثاره
- محبوب القلوب [2]
- رسالة في العالم المثالي
- گوهر مراد بالفارسية.
- شوارق الإلهام
- خير الرجال
- شرح‌ الصحيفة السجادية بالفارسية.
- ثمرة الفؤاد بالعربية.
- الخطرات‌ القلبية أو اعمال‌ القلب بالعربية.
- فانوس‌ الخیال فی ارادة عالم‌ المثال یا الرسالة المثالیة بالعربية.
- لطائف‌ الحساب